# Telegramgate

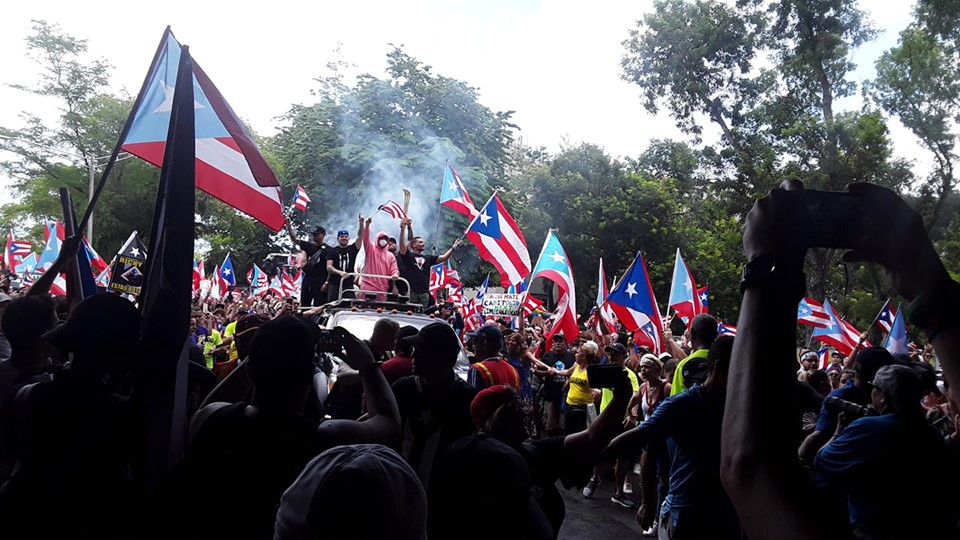
Manifestantes celebrando a renúncia de Ricardo Rosselló em 25 de julho de 2019

Telegramgate foi um escândalo político que envolveu Ricardo Rosselló, o governador de Porto Rico, um território autônomo dos Estados Unidos, que começou em 8 de julho de 2019, com o vazamento de várias páginas de um bate-papo em grupo no aplicativo de mensagens Telegram. O vazamento veio em meio a alegações do ex-secretário do Tesouro de Porto Rico, Raúl Maldonado Gautier, de que seu departamento ostentava uma "máfia institucional" na qual Rosselló estava envolvido. Os vazamentos ocorreram um ano depois de um escândalo anterior, apelidado de WhatsApp Gate, envolvendo outros membros do gabinete de Rosselló. Rosselló estava de férias na França na época dos vazamentos, o que o forçou a viajar de volta para a ilha.
Em 21 de julho de 2019, Rosselló anunciou que não buscaria a reeleição para governador nas eleições do Porto Rico de 2020, mas que permaneceria no cargo até o final do mandato. Entretanto, em 24 de julho de 2019, Rosselló anunciou que renunciaria seu cargo como governador em 2 de agosto de 2019. 